# المساريق (علم الحيوان)

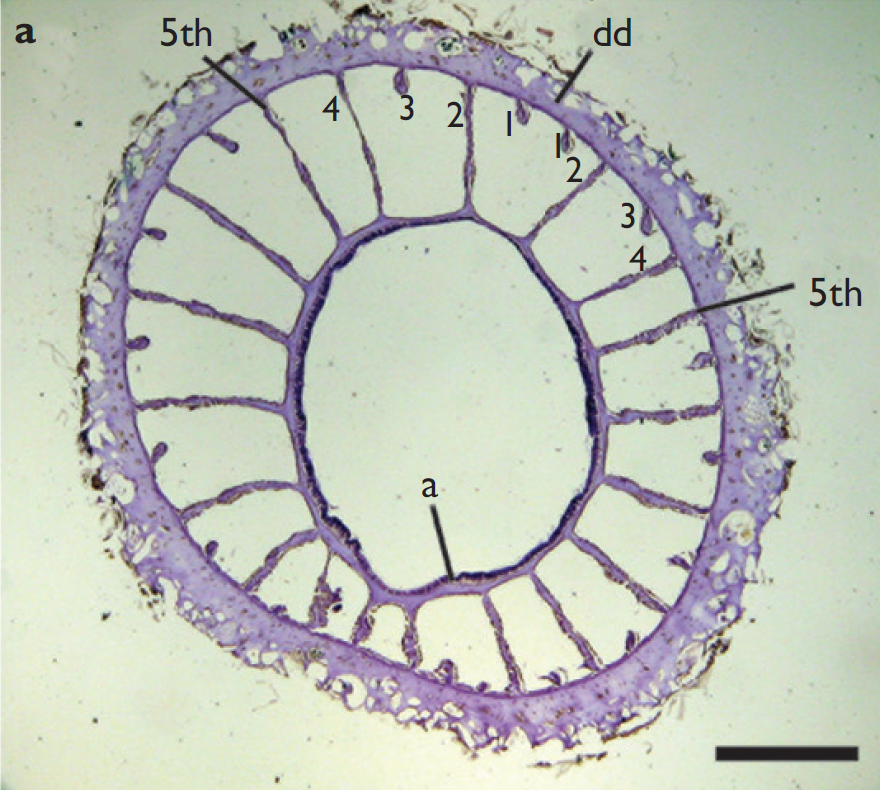
مقطع عرضي لـ Terrazoanthus onoi (Zoantharia : Hydrozoanthidae) يُظهر المسراق الكاملة وغير الكاملة

في علم الحيوان ، المساريق ( بالانجليزية : Mesentery ) هو غشاء داخل تجويف جسم الحيوان. المصطلح يشمل تركيبات مختلفة في الشعب المختلفة ( الشعب هي تقسيمات لاصناف الحيوانات ) : في الفقاريات يكون عبارة عن طية مزدوجة من الصفاق تحيط بالأمعاء؛ وفي الكائنات الحية الأخرى يشكل أقسامًا كاملة أو غير كاملة من تجويف الجسم، سواء كان ذلك هو الجوف العام أو، كما هو الحال في الأنثوزوا ، التجويف المعدي الوعائي.
كلمة "ميسيناري " مشتقة من الكلمة اليونانية mesos ، "في الوسط" و enteron ، "الأمعاء". 